# VV Fortuna in het seizoen 1967/68
Het seizoen 1967/1968 was het 13e jaar in het bestaan van de Vlaardingense betaaldvoetbalclub Fortuna. De club kwam uit in de Tweede divisie en eindigde daarin op de vierde plaats. Na de promotiewedstrijden in de nacompetitie tegen Helmond Sport en Veendam werd de derde plaats behaald, dit gaf geen recht op promotie. Tevens deed de club mee aan het toernooi om de KNVB beker, hierin werd de club in de groepsfase uitgeschakeld.

## Wedstrijdstatistieken

### Tweede divisie
|       | AGOVV | Baronie | SC Drente | EDO   | Excelsior | Gooiland | De Graafschap | Heerenveen | Helmond Sport | Hermes DVS | Hilversum | Limburgia | NOAD  | PEC   | Roda JC | Veendam | Wageningen | ZFC   | Zwolsche Boys |
| ----- | ----- | ------- | --------- | ----- | --------- | -------- | ------------- | ---------- | ------------- | ---------- | --------- | --------- | ----- | ----- | ------- | ------- | ---------- | ----- | ------------- |
| Thuis | 2 – 1 | 1 – 3   | 6 – 1     | 3 – 2 | 1 – 1     | 1 – 2    | 2 – 0         | 3 – 1      | 1 – 0         | 2 – 1      | 2 – 1     | 2 – 1     | 0 – 0 | 3 – 0 | 0 – 0   | 0 – 0   | 0 – 2      | 3 – 1 | 3 – 1         |
| Uit   | 2 – 2 | 5 – 2   | 1 – 1     | 0 – 3 | 0 – 1     | 1 – 2    | 2 – 1         | 2 – 2      | 4 – 1         | 2 – 1      | 1 – 2     | 2 – 1     | 0 – 1 | 2 – 1 | 2 – 0   | 0 – 1   | 2 – 3      | 0 – 2 | 0 – 2         |

### Nacompetitie
| Promotiewedstrijd                                                                                | Fortuna                                | 0 – 1 (0 – 1) | Helmond Sport     |
| 23 juni 1968 Plaats: Vlaardingen Floreslaan Toeschouwers: 12.500 Scheidsrechter: Wim Schalks     |                                        |               | 15' Arie Meeuwsen |
| Promotiewedstrijd                                                                                | Veendam                                | 2 – 1 (0 – 0) | Fortuna           |
| 26 juni 1968 Plaats: Veendam De Langeleegte Toeschouwers: 12.000 Scheidsrechter: Arie van Gemert | Hemmo Kerkhof 59' Bé Kuiper 89' (pen.) |               | 88' Maup Martens  |

### KNVB beker
| Groepsfase                                           | Holland Sport                         | 2 – 0 (1 – 0) | Fortuna                                  |
| 31 december 1967 Plaats: Den Haag Houtrust           | Sjaak Roggeveen 16', –'               |               |                                          |
| Groepsfase                                           | Xerxes/DHC '66                        | 2 – 2 (1 – 1) | Fortuna                                  |
| 25 februari 1968 Plaats: Rotterdam Laag Zestienhoven | Eddy Blok 10' Frans van der Heide 80' |               | 20' Adrie van Oudheusden 77' Cees Bouman |
| Groepsfase                                           | Fortuna                               | 2 – 3 (1 – 1) | ADO                                      |
| 24 maart 1968 Plaats: Vlaardingen Floreslaan         | Cees Bouman 15' Jan Kramer 90'        |               | 30', 48' Kees Aarts 47' Aad Mansveld     |

## Statistieken Fortuna 1967/1968

### Eindstand Fortuna in de Nederlandse Tweede divisie 1967 / 1968
| Stand | Gespeeld | Gewonnen | Gelijk | Verloren | Punten | Doelpunten voor | Doelpunten tegen |
| ----- | -------- | -------- | ------ | -------- | ------ | --------------- | ---------------- |
| 4e    | 38       | 21       | 7      | 10       | 49     | 64              | 46               |

### Topscorers
| #                | Naam                  | Goal |
| ---------------- | --------------------- | ---- |
| 1.               | Jan Bouman            | 21   |
| 2.               | Jerrie Kruit          | 9    |
| 3.               | Marcus Schippers      | 7    |
| 4.               | Adrie van Oudheusden  | 6    |
| 5.               | Maup Martens          | 5    |
| 6.               | Cees Bouman           | 4    |
| 7.               | Ger Pijl              | 3    |
| 8.               | Jan Baksteen          | 2    |
| 9.               | Luc Dumont            | 1    |
| 9.               | Wim Freriks           | 1    |
| 9.               | Ger Robbemond         | 1    |
| 9.               | Ed Verweel            | 1    |
| 9.               | Maarten van der Zwan  | 1    |
| Eigen doelpunten |                       |      |
| 1.               | Kees Nijdeken (AGOVV) | 1    |
| 1.               | Hans Spiers (EDO)     | 1    |
| Totaal           | Totaal                | 64   |

| #      | Naam         | Goal |
| ------ | ------------ | ---- |
| 1.     | Maup Martens | 1    |
| Totaal | Totaal       | 1    |

| #      | Naam                 | Goal |
| ------ | -------------------- | ---- |
| 1.     | Cees Bouman          | 2    |
| 2.     | Jan Kramer           | 1    |
| 2.     | Adrie van Oudheusden | 1    |
| Totaal | Totaal               | 4    |

## Voetnoten
AGOVV · Baronie · SC Drente · EDO · Excelsior · Fortuna · Gooiland · De Graafschap · Heerenveen · Helmond Sport · Hermes DVS · Hilversum · Limburgia · NOAD · PEC · Roda JC · Veendam · Wageningen · ZFC · Zwolsche Boys